# Irradiationseffekt (Marketing)
Der Irradiationseffekt (zunächst als Irradiationsphänomen  des Göttinger Psychologen Bernt Spiegel (1961)) ist in der Markenpositionierung beheimatet. Beides gehört zum Themenkreis der Marktpsychologie, einem Teilgebiet der Wirtschaftspsychologie. Dieses Phänomen geht davon aus, dass eine physikalisch unveränderte Eigenschaft bei Veränderung einer anderen ebenfalls verändert erscheint. Das bedeutet also, dass die beobachtete Änderung sich auf andere Merkmale subjektiv auswirkt.

## Beispiele
- Rot lackierte Kühlschränke werden in ihrer Kühlleistung schlechter bewertet als grün-blau lackierte (Rot ist eine warme Farbe und mindert scheinbar die Kühlleistung)
- Schwarz lackierte Autos wirken kleiner als weiß lackierte
- Gelblich eingefärbte Margarine scheint streichfähiger als weiße zu sein
- Mit Geruch (z. B. Zitrone) versehene Putzmittel scheinen eine höhere Reinigungskraft zu haben als geruchsneutrale